# Comuna Avesta
Avesta (Avesta kommun) este o comună din comitatul Dalarnas län, Suedia, cu o populație de 21.582 locuitori (2013).

## Geografie

### Zone urbane
Lista celor mai mari zone urbane din comună (anul 2015) conform Biroului Central de Statistică al Suediei:
| Nr | Zona urbană      | Pop.   |
| -- | ---------------- | ------ |
| 1  | Avesta           | 11.949 |
| 2  | Krylbo și Karlbo | 4.072  |
| 3  | Horndal          | 1.120  |
| 4  | Fors             | 772    |
| 5  | Nordanö          | 426    |
| 6  | Folkärna         | 268    |
| 7  | Näs bruk         | 207    |

## Demografie
| \| Evoluția demografică în comuna Avesta, 1970–2015 \| Evoluția demografică în comuna Avesta, 1970–2015 \| Evoluția demografică în comuna Avesta, 1970–2015 \| Evoluția demografică în comuna Avesta, 1970–2015 \| Evoluția demografică în comuna Avesta, 1970–2015 \| \| ----------------------------------------------------------------------------------------------------- \| ------------------------------------------------ \| ------------------------------------------------ \| ------------------------------------------------ \| ------------------------------------------------ \| \| An \| \| \| Locuitori \| \| \| 1970 \| 1970 \| \| 28 031 \| 28 031 \| \| 1975 \| 1975 \| \| 27 153 \| 27 153 \| \| 1980 \| 1980 \| \| 26 376 \| 26 376 \| \| 1985 \| 1985 \| \| 24 969 \| 24 969 \| \| 1990 \| 1990 \| \| 24 832 \| 24 832 \| \| 1995 \| 1995 \| \| 24 010 \| 24 010 \| \| 2000 \| 2000 \| \| 22 375 \| 22 375 \| \| 2005 \| 2005 \| \| 21 954 \| 21 954 \| \| 2010 \| 2010 \| \| 21 583 \| 21 583 \| \| 2015 \| 2015 \| \| 22 781 \| 22 781 \| \| Sursa: SCB - Statistika Centralbyrån, Folkmängd efter region, civilstånd, ålder och kön. År 1968–2016 \| \| \| \| \| |      |  |           |        |
| Evoluția demografică în comuna Avesta, 1970–2015 |      |  |           |        |
| An |      |  | Locuitori |        |
| 1970 | 1970 |  | 28 031    | 28 031 |
| 1975 | 1975 |  | 27 153    | 27 153 |
| 1980 | 1980 |  | 26 376    | 26 376 |
| 1985 | 1985 |  | 24 969    | 24 969 |
| 1990 | 1990 |  | 24 832    | 24 832 |
| 1995 | 1995 |  | 24 010    | 24 010 |
| 2000 | 2000 |  | 22 375    | 22 375 |
| 2005 | 2005 |  | 21 954    | 21 954 |
| 2010 | 2010 |  | 21 583    | 21 583 |
| 2015 | 2015 |  | 22 781    | 22 781 |
| Sursa: SCB - Statistika Centralbyrån, Folkmängd efter region, civilstånd, ålder och kön. År 1968–2016 |      |  |           |        |